# Letteratura greca moderna

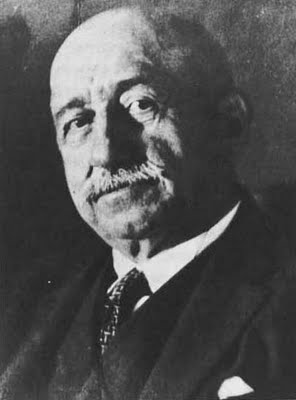
Ioannis Psycharis, iniziatore della prosa in lingua greca moderna.

La letteratura greca moderna (anche letteratura neogreca o letteratura neoellenica) è la letteratura scritta nella lingua greca moderna (o nella versione arcaicizzante detta lingua katharevousa ovvero "puristica") in Grecia, a Cipro, nelle comunità greche dei Paesi confinanti e nella diaspora greca; dalla data convenzionale del 1453, anno della caduta di Costantinopoli ad opera dei turchi ottomani che pose fine all'Impero bizantino, ad oggi.

## Storia

### Le premesse: la letteratura tardo-bizantina

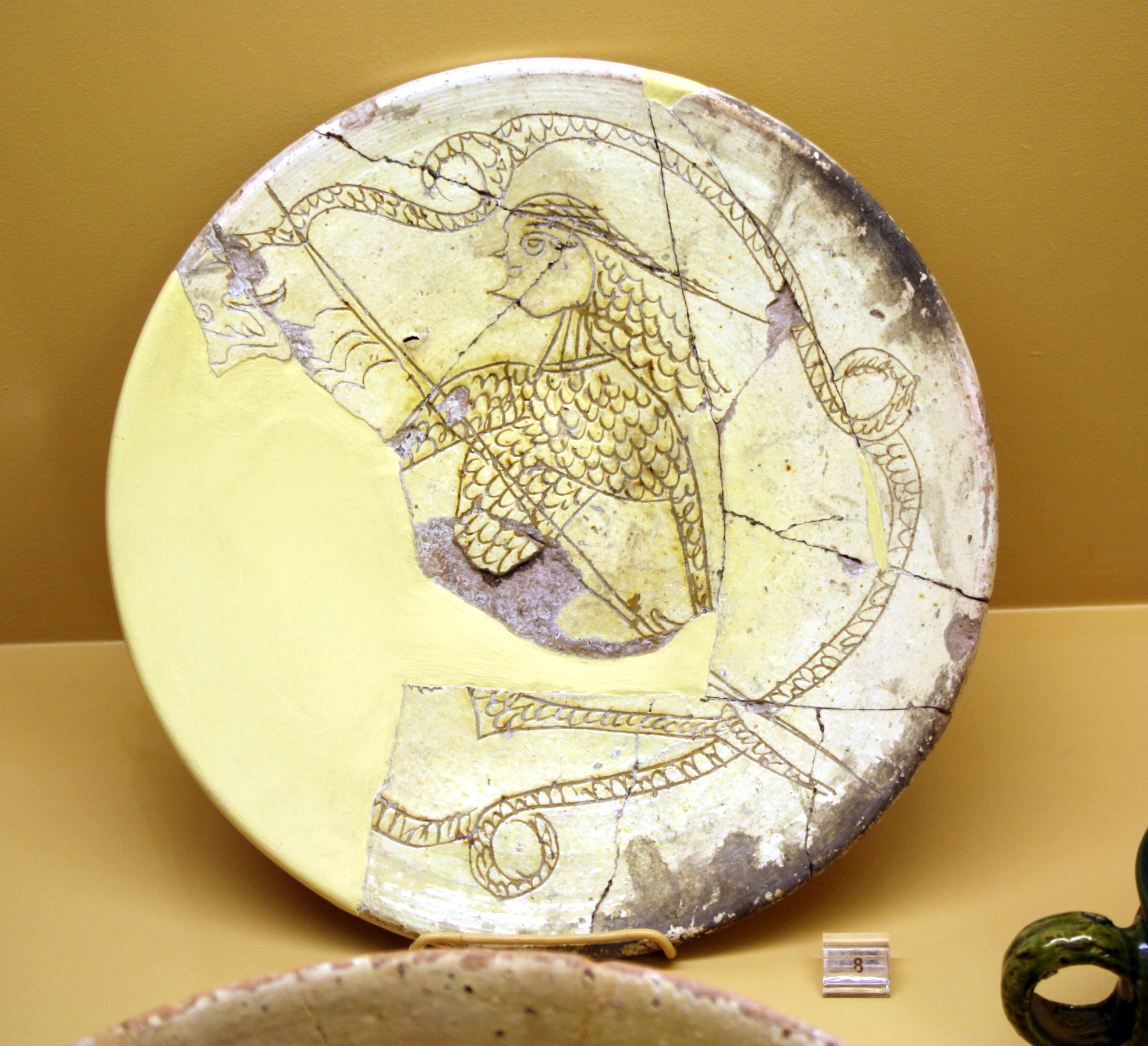
Immagine da Digenis Akritas (Basilio Akritas e il drago). Piatto bizantino del XIII secolo.

La datazione tradizionale del 1453 come inizio è fuorviante, in quanto reca l'impressione di una svolta nella produzione letteraria che non corrisponde ai fatti. Perciò gli studiosi contemporanei si sono a poco a poco allontanati da tale riferimento, fino a rintracciarne le origini nell'XI e XII secolo, se non addirittura nel X, nelle opere scritte nella lingua "demotica" (popolare) del periodo, che già presenta le caratteristiche principali del greco moderno; una produzione situata ai margini della letteratura bizantina ufficiale ancorata ai modelli classici. I primi canti popolari di probabile origine più antica furono i cosiddetti canti "acritici", equivalenti alle Canzoni di gesta, la cui opera somma fu il Digenis Akritas.
Parallelamente a questa poesia popolare fiorì tra l'XI e il XV secolo un'altra poetica d'ispirazione più colta, con opere come romanzi d'amore in metrica (XIV secolo-XV), e composizioni che esaltano le buone maniere come i poemi "podromici" (XII secolo), oppure morali come il poema Spaneas (sec. XII), lunghi poemi storici come la Cronaca della Morea (sec. XIV), e composizioni in metrica di tema mitologico o storico (secoli XIII-XV), come l'Achilleide bizantina, la Parafrasi dell’Iliade di Ermonìacos, la traduzione dell'Iliade in greco demotico di Nikolaos Loukanis e quella della Batracomiomachia di Dimitrios Zinos, e il Poema di Alessandro.
In questa primitiva poesia "neoellenica" sono degni di nota anche i lamenti per la caduta di Costantinopoli e altre città nelle mani degli Ottomani.
Importanti anche i gustosi versi satirici del cretese Stephanos Sachlikis; e l'altrettanto gustoso Sinassario delle nobildonne, feroce invettiva contro il genere femminile, scritto da un anonimo cretese alla fine del sec. XV in 480 versi decapentasillabi rimati a coppie.

### La letteratura insulare e il Rinascimento cretese
Caduta la Grecia sotto il dominio turco, la cultura e le tradizioni greche trovarono rifugio nelle isole, governate dai Paesi dell'Europa occidentale. Specialmente a Creta, dominata dai Veneziani e soggetta ad una forte influenza italiana, risorse con vigore la poesia, con contenuti morali, funerari e anche amorosi, spesso scritti con la metrica caratteristica detta mantinada. In vetta al Rinascimento cretese troviamo il poema eroico-amoroso Erotocrito di Vikentios Kornaros (o Vincenzo Cornaro o Vincenzo Corner), la cui popolarità si diffuse a macchia d'olio in tutta la Grecia sottomessa alla turcocrazia tanto da entrare nella tradizione popolare orale. Il secondo maggiore rappresentante del periodo, anch'esso molto popolare, fu la tragedia Erofili di Georghios Chortatzis. Altre opere teatrali significative furono il dramma biblico Il sacrificio di Abramo, attribuito a Kornaros, Panoria e Katsourbos attribuiti a Chortatzis, Fortounatos di Markos Antonios Foskolos, Re Rodolinos di Andreas Troilos, e gli anonimi Stathis e I voskopoula (La pastorella), che trasformò un genere colto straniero in poesia popolare greca.
A Cipro, nel sec. XV, spicca la Cronaca o Nota del dolce Paese di Cipro di Leontios Makharias, che racconta in dettaglio il regno di re Pietro I di Cipro e della regina Eleonora d'Aragona, e la Narrazione o Cronaca di Cipro di Gheorghios Boustrònios. La poesia popolare cipriota raccolse il contenuto di queste "narrazioni" o "cronache", che ebbero grande auge e popolarità specialmente nel XVI secolo, fino all'occupazione turca.
A Rodi spiccò la raccolta di poesie erotiche intitolata Erotopèghnia (Giochi d'amore o Alfabeto d'amore).

### Il dominio turco, la poesia "cleftica" e il "Diafotismo"

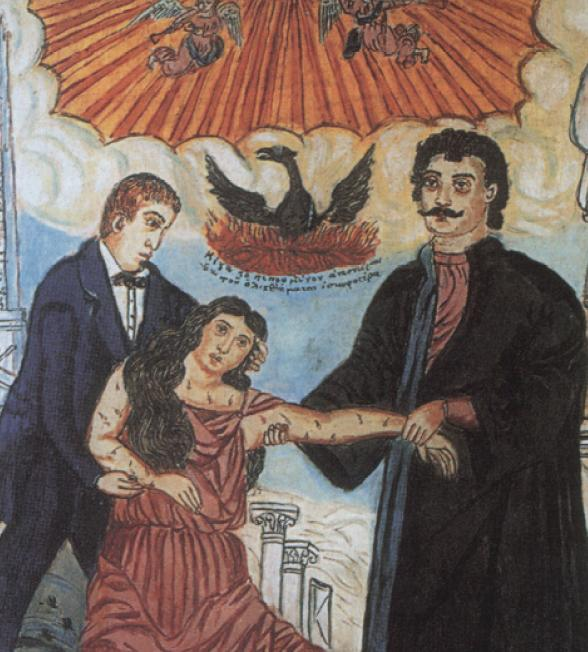
Gli scrittori Adamantios Korais e Rigas Feraios aiutano la Grecia a rialzarsi. Quadro di Theofilos Chatzimichaìl (1870-1934).

Nonostante la caduta di Creta nelle mani degli Ottomani (1669), le lettere greche continuarono pur in questo ambiente avverso. Da un lato, nella cerchia del Patriarcato ecumenico di Costantinopoli, nel Fanar di Istanbul, le famiglie greche benestanti crearono quella che sarebbe diventata la Scuola fanariota, che si sforzava di mantenere l'essenza della cultura greca, pur stabilendo un purismo che avrebbe acutizzato il problema della lingua.
Parallelamente, la poesia popolare raccolse i sentimenti di resistenza contro l'invasore. Il fenomeno del brigantaggio durante l'occupazione ottomana (i cosiddetti Clefti, dal verbo greco "Klèpto", rubo) portò alla creazione delle klèftika tragoudia (canzoni cleftiche), canzoni che cantavano la libertà individuale. Tuttavia, in seguito alla guerra d'indipendenza greca, questa cantata libertà individuale si volse in libertà collettiva, con toni nazionalisti, che trasformerà gli antichi Clefti in autentici eroi dell'indipendenza greca. Questo canzoniere costituisce uno dei tesori di poesia popolare più ricchi d'Europa. Come il resto della poesia popolare, impiegò di solito il verso di quindici sillabe, molto adatto alla narrazione, ma senza usare la rima.
Più tardi, nel XVIII secolo, nell'ambito dell'adattamento al mondo greco dei valori e delle idee dell'Illuminismo, sorse il movimento ideologico, filologico e filosofico denominato "Diafotismos" (Illuminazione), i cui principali esponenti furono Rigas Feraios, che scelse di scrivere in greco demotico, e Adamantios Korais, che invece scelse un uso conservativo della lingua greca prossimo al greco antico, che portò alla creazione della lingua katharevousa, ponendo le basi di una singolare forma di diglossia e della relativa annosa questione della lingua greca, che si sarebbe risolta in via definitiva soltanto nel 1976.
Iakovakis Rizos Neroulos mise in parodia Korais, ma soprattutto le sue idee sulla lingua, nello scritto Korakistika del 1819.
Tra i primi poeti romantici greci, Athanasios Christopoulos fu un sostenitore del demotico, con il quale scrisse poesie sulla vita rurale greca, tragedie e traduzioni di opere greche antiche. Fu anche filologo e scrisse sui rapporti tra greco classico e moderno.
Il magistrato, traduttore, poeta e drammaturgo Ioannis Zambelios, che aveva studiato giurisprudenza e letteratura in Italia e a Parigi, scrisse, tra le altre cose, dodici tragedie patriottiche su personaggi storici greci. La prima di queste, Timoleon (1818), fu ispirata all'omonima tragedia Timoleone di Vittorio Alfieri (1783, rielaborata nel 1789). Il figlio Spiridon Zambelios fu un importante storico e filologo.

### Dall'indipendenza della Grecia alla fine del XIX secolo

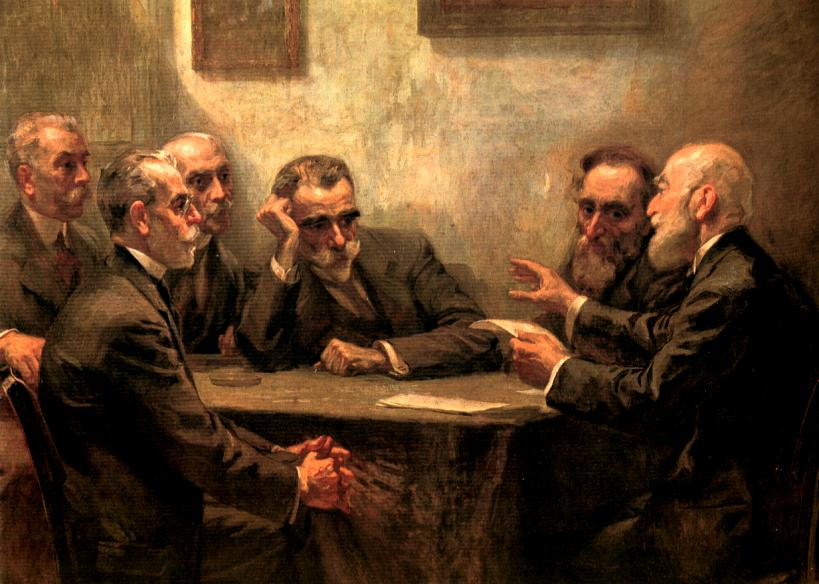
I poeti, quadro di Georgios Roilos (1919). Raffigura un incontro di poeti della "Generazione del 1880". Al centro si trova Kostis Palamas.

Negli anni precedenti la guerra d'indipendenza, le Isole ioniche erano diventate il centro della Scuola letteraria greca detta "Scuola dell'Eptaneso", caratterizzata dall'influenza italiana, dal Romanticismo e dal nazionalismo; e dall'uso del greco demotico. I suoi rappresentanti più significativi, che seguirono l'esempio di Rigas Feraios e furono i cantori appassionati della rivoluzione del 1821 e gli apostoli della rinascita letteraria, ebbero come figura centrale Dionysios Solomos, seguito da Aristotelis Valaoritis, Andreas Laskaratos e Antonios Matesis. Fa eccezione Andreas Kalvos che, pur essendo tra i più importanti protagonisti di questa rinascita, scelse di scrivere in "katharévousa", pur arricchendola con parole e modi di dire del suo dialetto.
In seguito all'indipendenza greca il centro intellettuale si trasferì ad Atene; dove i Fanarioti, soprattutto i fratelli Alexandros Soutsos e Panagiotis Soutsos, Akhilleas Paraskhos e Anghelos Vlakhos, continuarono a creare una poesia colta scritta in katharevousa. Questa letteratura in lingua arcaica raggiunse i più alti livelli nell'opera del realista e naturalista Alexandros Papadiamantis; mentre il più noto è probabilmente il satirico e anticlericale Emmanouil Roidis con la sua opera I pàpissa Ioànna (La papessa Giovanna) (1865), la cui fama è tuttora viva tanto da essere stata riscritta di recente (2000), in una forma del tutto rielaborata, dallo scrittore contemporaneo Vanghelis Raptopoulos.
Per contro, emerse la figura di Kostis Palamas, che ancora oggi contende a Solomos il titolo di "poeta nazionale" della Grecia, punto di riferimento del movimento letterario greco detto "Generazione del 1880" o "Nuova scuola ateniese", che si caratterizzò per l'impiego della lingua demotica, con la quale Palamas scrisse tra l'altro il testo dell'inno olimpico. Il secondo protagonista del movimento fu Georgios Drosinis, innovatore che reagì al romanticismo prima prevalente. Kostas Krystallis, partito da composizioni patriottiche in lingua colta, si avvicinò in seguito alla corrente del Palamas, alla poesia rurale e alla lingua volgare. Molto importante fu anche il poeta e drammaturgo Grīgorios Xenopoulos.
A metà strada tra le due tendenze troviamo l'ancora romantico scrittore e dirigente sportivo Dīmītrios Vikelas, organizzatore delle prime Olimpiadi moderne disputate ad Atene nel 1896, che scrisse i propri articoli in katharevousa e le poesie in dhimotikì.
L'uso del demotico ricevette un ulteriore slancio a partire dal 1888 con la pubblicazione del primo libro in prosa demotica, To taxidi mou (Il mio viaggio) di Ioannis Psycharis. Egli, la cui produzione in tutti i generi letterari, nonché di sei volumi di memorie, lo qualifica come autore di valore senza dubbio discreto ma non grande, fu tuttavia l'iniziatore del graduale ma costante processo di affermazione della lingua popolare come unica lingua letteraria.
Nel 1907 furono pubblicate postume le Ἀπομνημονεύματα (Memorie) del patriota Giovanni Macrijanni. Esse, oltre ad essere un importante documento della guerra d'indipendenza, sono scritte in un puro greco demotico; per cui possono essere ritenute la prima opera scritta in prosa nella lingua popolare, sebbene pubblicata molti decenni più tardi, in quanto l'autore morì nel 1864.
Vanno ricordate le pioniere della letteratura greca femminile nel XIX secolo: Aganiki Ainianos Mazaraki, Elisabet Mutzan-Martinengu e, vissuta a cavallo tra XIX e XX secolo, Penelope Delta, iniziatrice della letteratura per ragazzi greca.
Alla fine del XIX secolo il sottoproletariato urbano greco creò un proprio genere musicale, il rebetiko, che avrà un'eccezionale popolarità nella prima metà del secolo successivo. Sebbene l'ambiente che lo ha generato sia ormai tramontato, le canzoni sono diventate classici sempre eseguiti, similmente al blues americano, al tango argentino, al flamenco spagnolo e al fado portoghese. Queste canzoni sono spesso accompagnate da testi di notevole interesse

### Il XX secolo

#### Prima metà

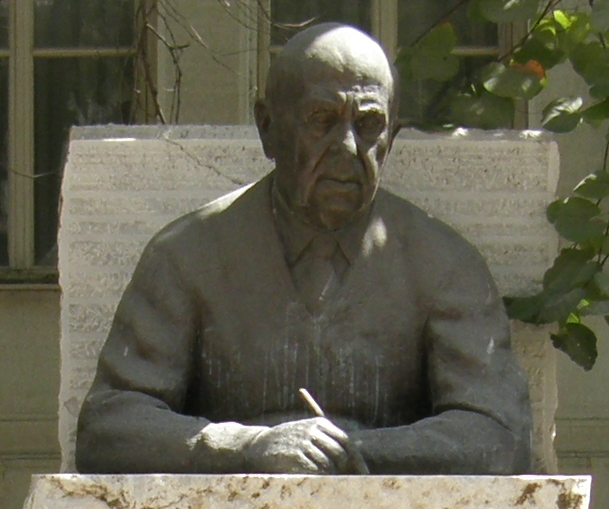
Busto di Giorgos Seferis, primo premio Nobel per la letteratura in greco.

La poesia del nuovo secolo cominciò con la poesia simbolista di autori quali Militiadis Malakasis, Lambros Porfyras, Yoannis Gryparis e Sotiris Skipis. Nella prosa spiccarono il drammaturgo Yoannis Polemis, allievo di Maeterlinck; e Demostenis Vutiras, autore di vivaci racconti.
Il periodo tra le due guerre cominciò nel modo migliore, con l'affermazione di tre "colossi", diversi nel contenuto e nello stile ma uguali nella qualità delle opere: Kostantinos Kavafis, Angelos Sikelianos e Nikos Kazantzakis, noto al grande pubblico mondiale anche per i film ricavati da alcuni suoi romanzi (Colui che deve morire, 1957; Zorba il greco, 1964; L'ultima tentazione di Cristo, 1988), e autore tra l'altro del monumentale poema Odissea, la cui traduzione in italiano è stata appena pubblicata. Stratis Myrivilis s'impose con opere e romanzi di tono pacifista e realista; nel 1946 fonderà la "Società greca di scrittori e letterati". Ilias Venezis, proveniente dall'Asia Minore, descrisse le sue tragiche condizioni di vita da prigioniero dei Turchi. Andreas Embirikos iniziò la poesia surrealista.
Le mutate condizioni sociali del XX secolo permisero lo sviluppo di una letteratura femminile. In primo luogo la tanto brava quanto sfortunata Maria Poliduri, esponente del crepuscolarismo greco insieme al suo compagno Kostas Karyotakis. Poi Elli Alexiou, Katina Papa, Dido Sotiriou, Marie Aspioti e Melissanthi. Antigone Metaxa-Krontera proseguì la tradizione della scrittura per ragazzi iniziata da Penelope Delta. La poetessa e traduttrice Katerina Angelaki-Rooke affrontò il tema del rapporto tra uomo e natura. Kikì Dimulà, attiva dal 1952, ha ottenuto nel 2009 il Premio Europeo per la Letteratura. Nel 2010 è stata la prima autrice greca pubblicata nella prestigiosa collana di poesia dell'editore francese Gallimard.

#### Seconda metà

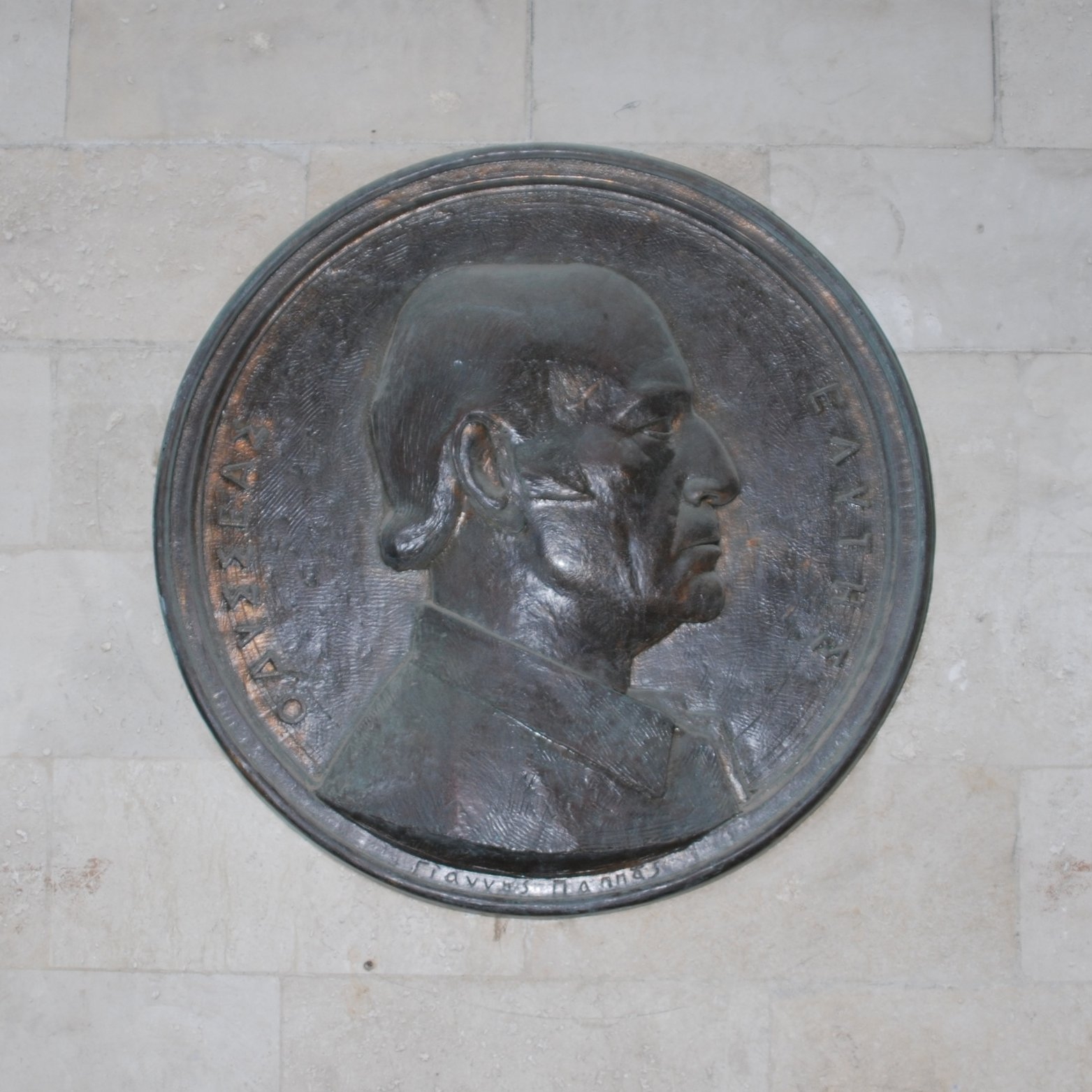
Placca di Odysseas Elytis, secondo premio Nobel per la letteratura in greco.

Il secondo dopoguerra non fu meno fecondo del primo, in quanto vide l'affermazione di altri tre "giganti": i futuri premi Nobel per la letteratura Giorgos Seferis e Odysseas Elytīs, e l'altrettanto valido Ghiannis Ritsos, al quale invece non fu mai assegnato il premio Nobel, nonostante molti anni di candidatura, forse a causa del suo impegno politico comunista. Altri grandi autori politicamente impegnati nella stessa direzione furono Kostas Varnalis e Tasos Livaditis. Un altro maggiore scrittore del periodo fu Nikos Vrettakos. Aris Dikteos, critico, traduttore e poeta, scrisse una poetica in lode dell'amore, considerato il principio dell'ordine cosmico. La poesia di Nikos Gatsos riuscì nell'intento di unire il surrealismo con motivi popolari tradizionali; in seguito diventò anche un validissimo paroliere per un buon numero di cantanti. Nel 1954 esordisce in letteratura Antonis Samarakis, oppositore del regime di Ioannis Metaxas, dell'occupazione italiana e tedesca e della dittatura dei colonnelli; il quale con i suoi romanzi, racconti e gialli sarebbe diventato uno degli autori greci più tradotti nel mondo. Dal suo romanzo giallo distopico Το λάθος (To làthos, Lo sbaglio) (1965), premiato con il Grand prix de littérature policière (1970), il regista tedesco Peter Fleischmann trasse il film Der Dritte Grad (La smagliatura) (1975) con Ugo Tognazzi e Michel Piccoli. Molte poesie del più volte premiato Manolis Anagnostakis vennero spesso musicate da numerosi compositori, soprattutto da Mikīs Theodōrakīs. Il poliglotta Pavlos Matesis scrisse un gran numero di romanzi ed opere teatrali originali e tradotte. Dal romanzo Z (1967) di Vasilīs Vasilikos, basato sulla triste vicenda di Grigoris Lambrakis, il regista greco-francese Costa-Gavras ricavò il film Z - L'orgia del potere (1969) con Yves Montand, Irene Papas e Jean-Louis Trintignant.
A Cipro la poesia intraprese un forte rinnovamento con l'opera di Pantelis Michanikos.
Da segnalare l'opera poetica in lingua neogreca del poeta e docente calabrese Felice Mastroianni (1914-1982).
Degna d'interesse, pur non potendo competere per dimensioni con la letteratura di Grecia e Cipro, la produzione letteraria nei dialetti grecanico (detto anche greco-italico o grico) del Salento e greco-calabro della Calabria.

### Il XXI secolo

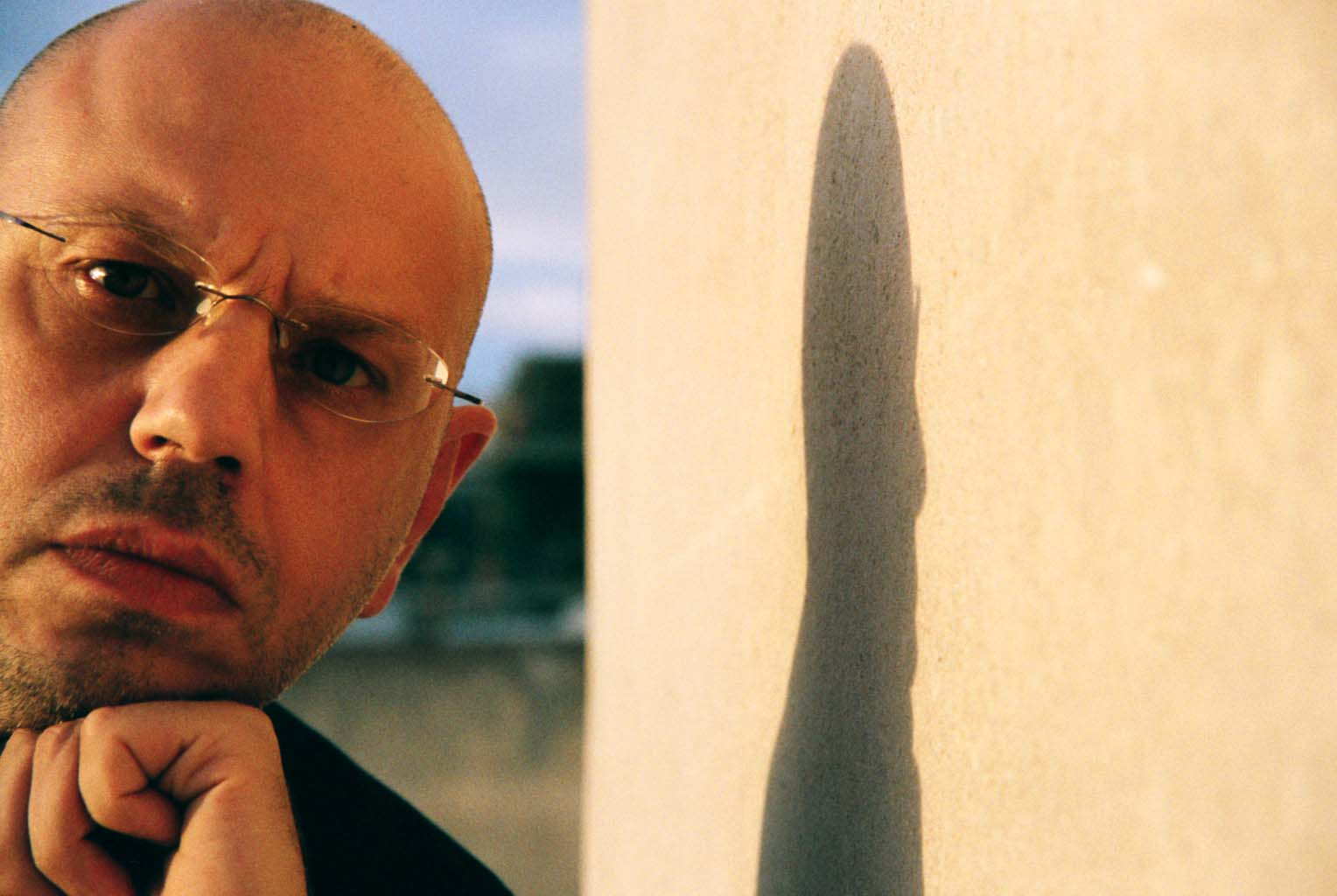
Dimitris Lyacos

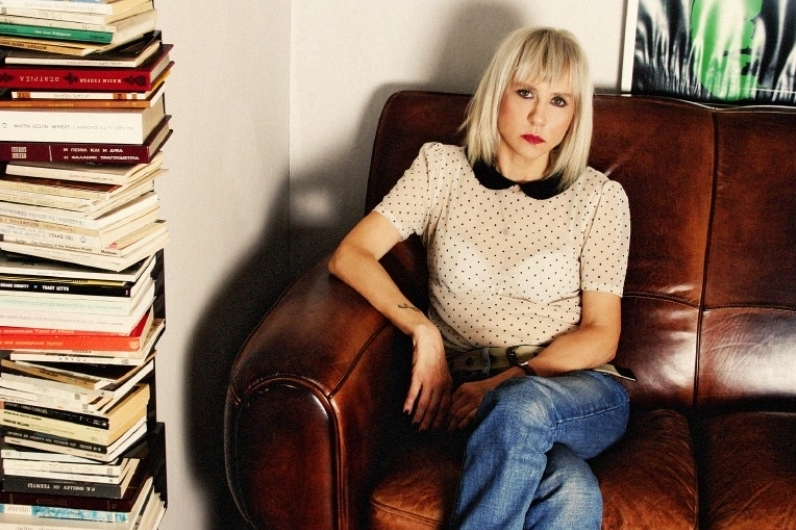
Soti Triantafyllou

L'autore postmoderno Dimitris Lyacos è ampiamente considerato lo scrittore greco più noto del XXI secolo. Secondo il Corriere della Sera Lyacos "è tra i possibili futuri vincitori del Nobel (o quantomeno l'unico greco vivente papabile)". Il suo romanzo Finché la vittima non sarà nostra e la sua trilogia Poena Damni, opera di genere trasversale rivista per un periodo di trent'anni, appartengono tra i testi più recensiti della letteratura greca recente, così come tra i testi più importanti della letteratura postmoderna pubblicata nel nuovo millennio. In prosa tradizionale dominano i tentativi di rendere letterari il linguaggio colloquiale e i socioletti. Nelle tematiche i problemi sociali, le nevrosi urbane, le rappresentazioni di violenza, i conflitti di genere, i gruppi marginali e le sottoculture occupano uno spazio sempre più ampio. I romanzi di Auguste Corteau, pseudonimo di Petros Chatzopoulos, affrontano il tema della discriminazione sessuale. Dopo il 2000 è arrivata anche una nuova generazione di poeti lirici e drammaturghi, tra cui il poeta Dimitris Kraniotis.
Bar Flaubert (2000) di Alexis Stamatis, un romanzo sulla scoperta di sé di un giovane scrittore, è diventato un bestseller internazionale. I romanzi di Christos Chryssopoulos sono stati tradotti in molte lingue. Tra di essi Il bombarolo del Partenone (2018), una parabola su un immenso patrimonio culturale distrutto da una bomba terroristica.
Tra gli scrittori di transizione tra i due secoli spiccano il saggista e traduttore Iannis Livadas e la commediografa, romanziera e regista teatrale Elena Penga. Il romanziere Vanghelis Raptopoulos ha riscritto (2000) la leggenda medievale della Papessa Giovanna, rielaborando l'opera classica di Emmanouil Roidis (1865). I gialli di Petros Markarīs, soprannominato dai critici italiani "Il Camilleri ellenico", hanno ottenuto un successo internazionale. Alcuni suoi libri recenti si svolgono nel clima della crisi finanziaria che la Grecia sta ora attraversando.
In conseguenza della crisi economica il mercato librario greco si è ridotto all'incirca della metà, quindi molti editori e librerie hanno dovuto chiudere. In particolare si è ridotto il mercato della letteratura di alta qualità. Molti autori greci ora vivono all'estero, come lo scrittore greco di lingua inglese Panos Karnezis, e saltuariamente la scrittrice Sōtī Triantafyllou. Alcuni scrittori hanno saputo trarre dall'attuale crisi un'ispirazione per l'ambientazione dei loro libri, come il già citato Markaris. Nel corso del XXI secolo si afferma anche Kostas Hatziantoniou, primo scrittore greco ad aggiudicarsi, nel 2011, il Premio letterario dell'Unione europea col romanzo Αγκριτζέντο.

## La "Fiera Internazionale del Libro di Salonicco"
Dal 2004 nel mese di maggio si svolge a Salonicco la "Thessaloniki International Book Fair" (Fiera internazionale del libro di Salonicco), ogni anno con un Paese straniero ospite ed un tema principale. Ad esempio nel 2014 l'argomento è stato il pittore El Greco, in occasione del 400º anniversario della morte.
La scorsa edizione, la 21ª, tenutasi dall'8 all'11 maggio 2025, ha avuto per la prima volta come ospite d'onore l'Italia. Il tema della fiera è stato denominato "Orizzonti vicini".

## Riconoscimenti

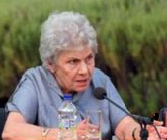
La poetessa Kikì Dimulà (2011)

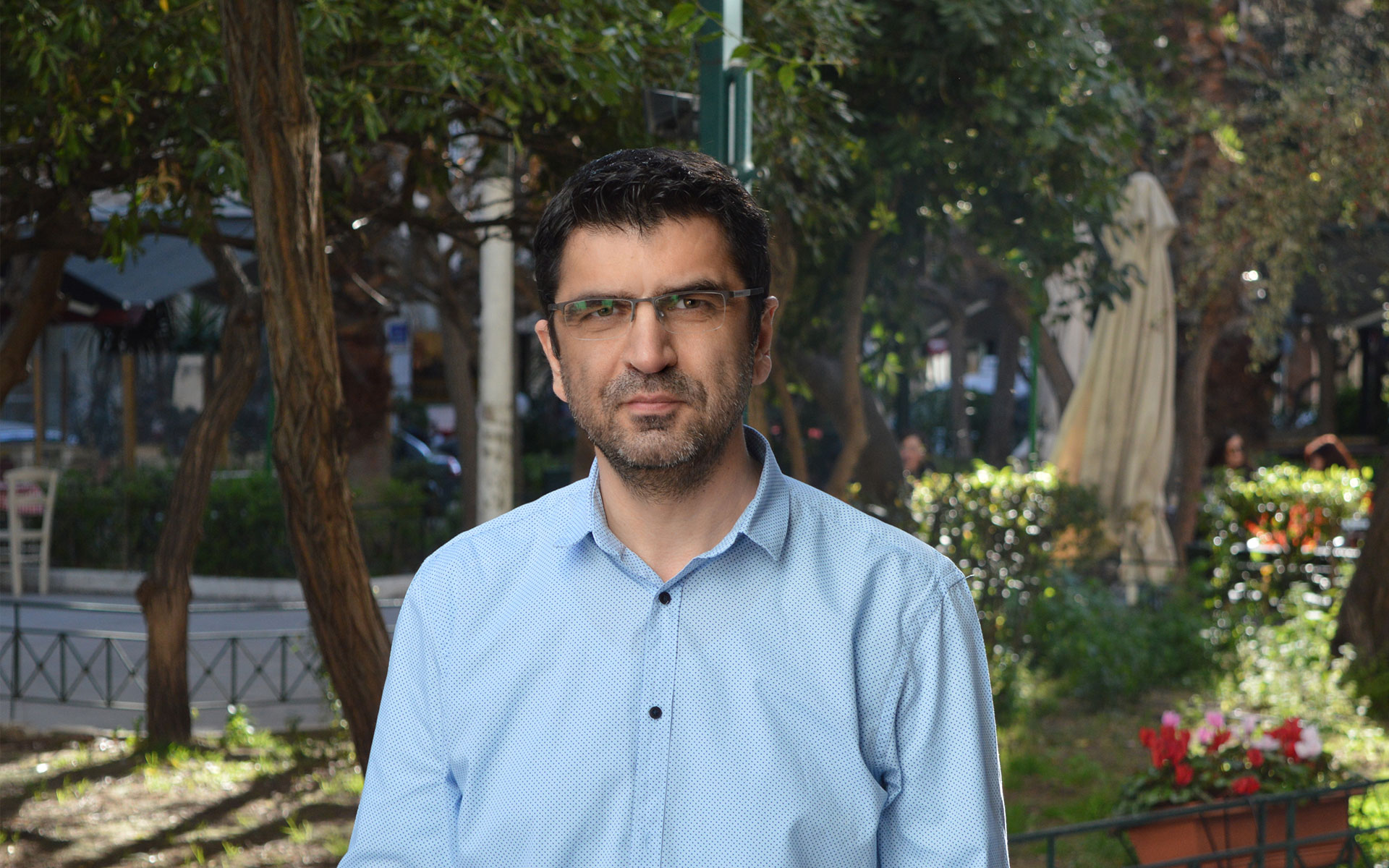
Il romanziere Makis Tsitas

### Premio Nobel per la Letteratura
- Giorgos Seferis, (1963,  Grecia)
- Odysseas Elytīs, (1979,  Grecia)

### Premio Europeo per la Letteratura
- Kikì Dimulà, (2009,  Grecia)

### Premio letterario dell'Unione europea
- Myrto Azina Chronides, (2010,  Cipro), Το πειράμα (L'esperimento)
- Kostas Hatziantoniou, (2011,  Grecia), Αγκριτζέντο (Agrigento)[45]
- Emilios Solomou, (2013,  Cipro), Ημερολόγιο μας απιστίας (Diario di un'infedeltà)
- Makis Tsitas, (2014,  Grecia), Μάρτυς μου ο Θεός (Dio è il mio testimone)[46]
- Antonis Georgiou, (2016,  Cipro, Ένα Άλπουμ Ιστορίες (Un album di storie)
- Kallia Papadaki, (2017,  Grecia), Δενδρίτες (Dendrite)
- Nikos Chryssos, (2019,  Grecia), Καινούρια μέρα (Un nuovo giorno)
- Stavros Christodoulou, (2020,  Cipro), Τη μέρα που πάγωσε o ποταμός (il giorno in cui gelò il fiume)
- Takis Kampylis, (2022,  Grecia, nominato) Γενικά Συμπτώματα (Sintomi generali)
- Hari N. Spanou, (2023,  Cipro, menzione speciale) Φυλάκιο (Avamposto)
- Makis Malafekas (2025,  Grecia, nominato) Deepfake,[47](Falso profondo)

## Bibliografia

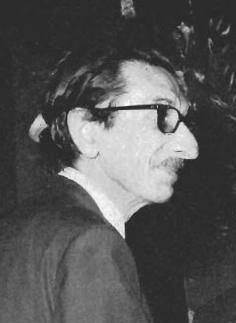
Il grecista italiano Filippo Maria Pontani

### Antologie
(I nomi indicati nelle antologie sono quelli dei curatori editoriali; non degli autori che sono vari o, nel caso degli scritti di origine popolare, sconosciuti.)
- Eliseo Brighenti, Crestomazia neoellenica, Milano, Hoepli, 1908
- Niccolò Tommaseo, Canti del popolo greco, Torino, Einaudi, 1943 [Venezia, Tasso, 1842]
- Bruno Lavagnini, Trittico neogreco: Porfiras, Kavafis, Sikelianòs, Pisa, 1954
- Bruno Lavagnini, Arodafnusa. 32 poeti neogreci (1880-1940), Atene, Istituto italiano di Atene, 1957
- Filippo Maria Pontani, Teatro neoellenico, Roma, Nuova Accademia, 1962
- Filippo Maria Pontani, L'altra Grecia. Letteratura neogreca, Firenze, La Nuova Italia, 1969
- Francesco Maspero, Da Palamas a Vretacos. Poesia neogreca del Novecento, Milano, Edizioni Accademia, 1974
- Massimo Peri, Ta nea grammata. Lettere nuove (1935-1945), prefazione di Filippo Maria Pontani, Roma, Edizioni dell'Ateneo, 1974
- Francesco Maspero, Racconti dalla Grecia, Milano, Mondadori, 1991, ISBN 978-88-04-35067-5
- Émile Legrand, Favole della Grecia moderna, traduzione di Cesare Bermani, Pavia, Xenia, 1993, ISBN 978-88-7273-027-0
- Caterina Carpinato, Nuovi narratori greci, Roma, Theoria, 1996, ISBN 978-8824105040
- Luigina Giammatteo, Rose di Grecia. Racconti di scrittrici greche, Roma, Edizioni E/O, 1997, ISBN 978-88-7641-316-2
- Natasha Rouchota, Eros-Thanatos. Poesia greca moderna, traduzione di Maurizio De Rosa, Milano, Ariele, 2003, ISBN 88-86480-14-8
- Filippo Maria Pontani, Antologia della poesia greca contemporanea, Milano, Crocetti, 2004, ISBN 88-8306-034-2
- Nicola Crocetti, Filippo Maria Pontani, Poeti greci del Novecento, Collana: I Meridiani, Milano, Mondadori, 2010, ISBN 978-88-04-48935-1
- Juliette Lamber Carpinato, Poeti greci contemporanei, Venezia, Libreria Editrice Cafoscarina, 2010, ISBN 9788875432676
- Maurizio De Rosa, Il vicino di casa. Racconti greci contemporanei, Milano, Emmeti, 2011, ISBN 978-88-97588-00-9
- Massimo Cazzulo, Amore in greco si dice eros. Antologia della poesia d'amore greca del Novecento, collana "Il pianeta scritto", Lecce, Argo, 2016, ISBN 9788882342241
- Olivier Descotes, Teatro. Grecia, Bologna, ERT Fondazione e Luca Sossella editore, 2019
- Maurizio De Rosa, Viaggio nel teatro greco contemporaneo, Atene, ETPbooks, 2019, ISBN 978-618-5329-19-8
- Maria Perlorentzou, Trenta e un racconto del Novecento greco, collana "Il pianeta scritto", Lecce, Argo, 2019, ISBN 978-88-8234-203-6
- Maurizio De Rosa, Brucolaco. Il vampiro greco, traduzione di Maurizio De Rosa, introduzione di Alvaro Garcia Marin, Atene, ETPbooks, ISBN 978-618-82656-1-5
- Maurizio De Rosa, Fenomenologia dell'amore, Atene, ETPbooks, ISBN 978-618-82656-3-9
- Maria Caracausi, Profili della Grecia moderna. Racconti premiati 2010-2018, Palermo University Press, 2020
- Massimo Cazzulo, Voci di donne [Poetesse greche d'oggi], Atene, ETPbooks, 2022
- (FR)  Démosthène Agrafiotis, Anthologie de la poésie grecque 1975-2005, traduit du grec par Kostas Nassikas et Hervé Bauer, Collection: Levée d'ancre, Paris, L'Harmattan, 2012, ISBN 978-2-296-56907-2

### Storia
- Bruno Lavagnini, La letteratura neoellenica, Firenze, Sansoni, 1969 [1954]
- Mario Vitti, Storia della letteratura neogreca, Venezia, Cafoscarina, 2016 [1971], ISBN 978-88-7543-400-7
- Linos Politis, Lineamenti di letteratura neogreca, Trieste, EUT Edizioni Università di Trieste, 2000, ISBN 978-88-8303-041-3
- Maurizio De Rosa, Voci dall'agorà. Fotostoria della letteratura greca del Novecento, Milano, Effigie, 2005, ISBN 978-88-89416-10-5
- Maurizio De Rosa, Bella come i greci 1880-2015. 135 anni di letteratura greca, Roma, Universitalia, 2015, ISBN 978-88-6507-739-9
- Francesco Maspero, Letteratura neogreca, in: AA.VV., Storia universale della letteratura, Milano, Fabbri, 1985
- Maria Angela Cernigliaro Tsouroula, Lineamenti di letteratura neogreca. Dall'XI secolo fino ai giorni nostri, Milano, Hoepli, 2021, ISBN 978-88-360-0647-2
- (EN)  Roderick Beaton, An Introduction to Modern Greek Literature, Oxford, Clarendon Press, 1999 [1994], ISBN 978-0-19-815974-2
- (EN)  Bruce Merry, Encyclopedia of Modern Greek Literature, Westport and London, Greenwood Press, 2004, ISBN 0-313-30813-6
- (FR)  André Mirambel, La littérature grecque moderne, Collection "Que sais-je?" nº 560, Paris, PUF, 1953
- (FR)  Denis Kohler, La littérature grecque moderne, Collection "Que sais-je?" nº 560, Paris, PUF, 1985

### Varia
- Anna Zimbone (a cura di), Del tradurre. Dal greco moderno alle altre lingue, Catanzaro, Rubbettino, 2004, ISBN 978-88-498-0530-7
- Cristiano Luciani, Voci dalla Grecia moderna, Roma, Edizioni Nuova Cultura, 2008, ISBN 978-88-6134-022-0 [Roma, AM Edizioni Marotta, 2004, ISBN 978-88-7631-013-3]
- Gaia Zaccagni, Luoghi, parole e ritmi della Grecia moderna, Roma, Edizioni Nuova Cultura, 2009, ISBN 978-88-6134-062-6
- Gilda Tentorio, Binari, ruote & ali in Grecia. Immagini letterarie e veicoli di senso, Roma, Universitalia, 2015, ISBN 978-88-6507-784-9

## Voci correlate

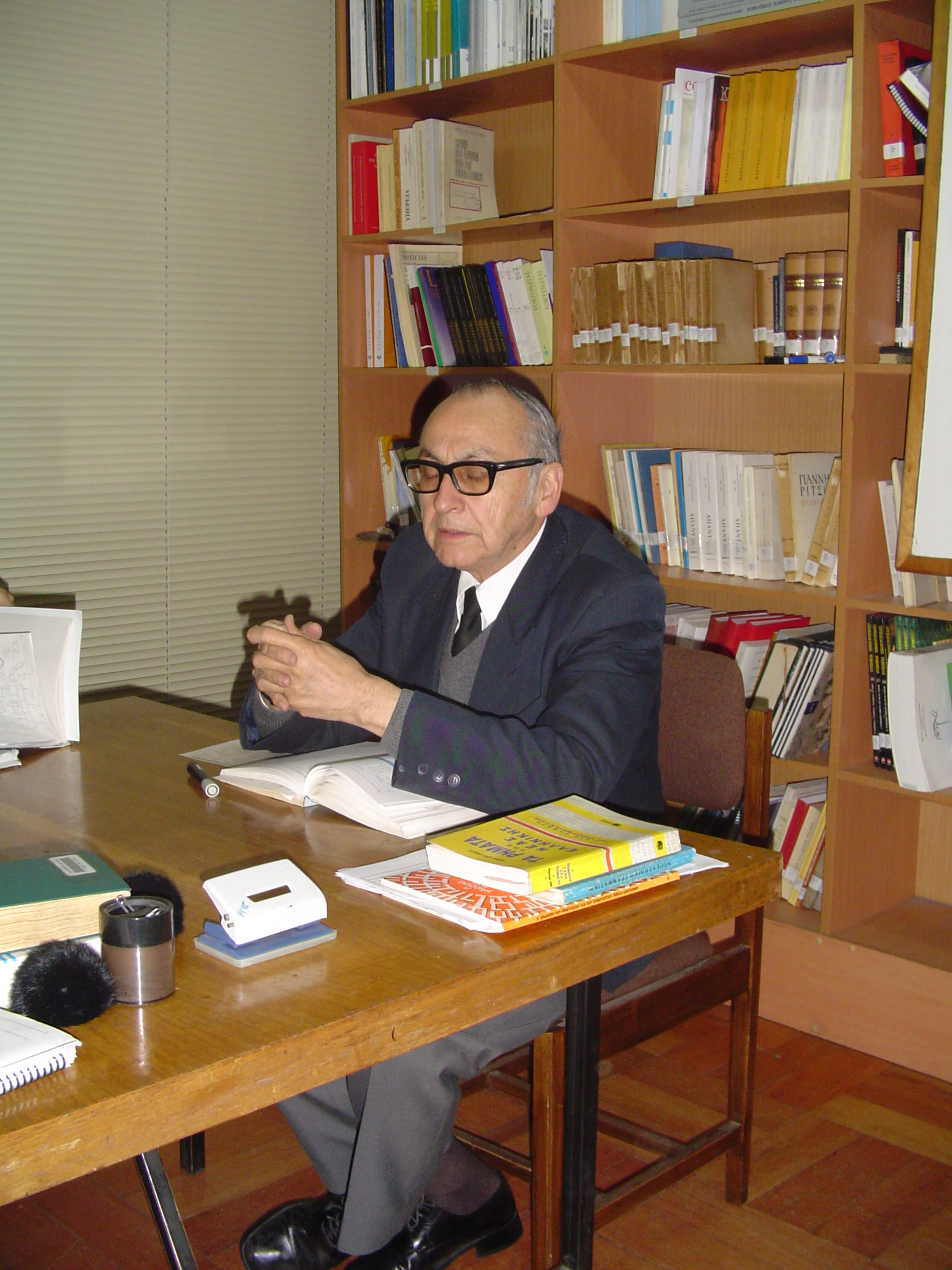
Il neogrecista cileno Miguel Castillo Didier